# Lisa Martin-Ondieki
Lisa Martin-Ondieki, född den 12 maj 1960 i Gawler, Australien, är en australisk friidrottare inom långdistans- och maratonlöpning.
Hon tog OS-silver i maraton vid friidrottstävlingarna 1988 i Seoul. 